# Петерс, Кари
Кари Петерс (люкс. Kari Peters; 17 ноября 1985, Ремих, Гревенмахер) — люксембургский лыжник, участник Олимпийских игр 2014 года.
Его брат, Нейл Петерс профессионально занимается триатлоном.

## Биография
В спортивной программе на Олимпийских играх в Сочи Кари выступал на дистанции в спринте, в итоге пришёл 79-м за 4 минуты 13,08 секунды с отставанием от лидера 44,73.
На церемонии открытия Олимпийских игр в Сочи нёс флаг своей страны.